# Edward Bouverie Pusey

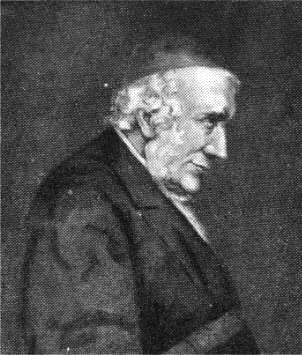
Portret van Edward Bouverie Pusey (1875) door Rosa Corder

Edward Bouverie Pusey, M.A., D.D. (Pusey Manor, nabij Oxford, 22 augustus 1800 - Oxford, 16 september 1882) was een Engels geestelijke, Hebreeuws letterkundige en voorman van de katholieke stroming binnen de Church of England (Anglo-Catholics).

## Biografie
Pusey was een telg uit een aristocratisch hugenotengeslacht. Hij bezocht Eton College en studeerde aansluitend aan Christ Church, Universiteit van Oxford. In 1824 behaalde hij zijn Masters-diploma. In de periode hierna (1825-1827) studeerde hij in Göttingen, Berlijn en Bonn waar hij zich bekwaamde in het Arabisch en de toenmalige Duitse theologie. In 1829 werd hij benoemd tot hoogleraar in de Hebreeuwse taal en letterkunde aan de Universiteit van Oxford. Hij was een volgeling van de voorman van de anglo-katholieke beweging, John Henry Newman. Na de overgang van Newman tot de Rooms-Katholieke Kerk werd Pusey de voornaamste spreekbuis van de anglo-katholieken. Hij streefde naar terugkeer van het oorspronkelijke karakter van de Church of England en een groot voorstander van de studie van de kerkvaders. Hij was een verdediger van het leerstuk van de Werkelijke Tegenwoordigheid van Jezus Christus tijdens de eucharistie en een pleitbezorger van liturgische hervorming in katholieke zin. Hoewel zelf geen ritualist in extremis, waren veel van zijn volgelingen dat wel en de term Puseyism verwees in het negentiende-eeuwse Engeland naar ritualisme.
Van zijn hand verschenen enkele Bijbelcommentaren en traktaten met betrekking tot het anglo-katholicisme.
Pusey was in een dispuut verwikkeld met Dr. F.W. Farrar over de eindeloze straf voor ongelovigen in het hiernamaals. Ofschoon een groot voorstander van de klassieke leer van de eeuwige marteling die hij op veelkleurige wijze verdedigd in zijn boek What is of Faith as to Everlasting Punishment?: In Reply to Dr. Farrar's Challenge in His "Eternal Hope", 1879 (1881) verdedigd, blijkt hij toch niet zo extremistisch te zijn. Er is volgens hem geen enkele reden om aan te nemen dat het overgrote deel van de mensheid bestemd is voor de hel. Hij bepleit daarom een rehabilitatie van het vagevuur.
Edward Bouverie Pusey, die bijna vijftig jaar hoogleraar Hebreeuws is geweest, overleed op 16 september 1882 in Oxford. Hij stond bekend als ernstig, scherp (in zijn geschriften), vrijgevig en een typische boekengeleerde die vooral vrienden had onder academici. Een van zijn vrienden was de schrijver Lewis Carroll.

## Privé
Edward Bouverie Pusey trouwde in 1828 met Maria Catherine Barker (1801-1839) bij wie hij drie dochters en een zoon had. Het vroegtijdig overlijden van zijn vrouw kon hij maar moeilijk verwerken. Zoon Philip Edward Pusey (1830-1880) was een expert in de Aramese taal en samensteller van een editie van het commentaar van Cyrillus van Alexandrië op de Kleine profeten.
Zijn oudere broer, Philip Pusey (1799-1855) was een landjonker en landbouwdeskundige die bevriend was met Sir Robert Peel. Hij was lid van het Britse Lagerhuis namens de Tory Party en stond bekend om zijn innovatieve ideeën op landbouwgebied.

## Werken
- An Historical Enquiry into the Probable Causes of the Rationalist Character Lately Predominant in the Theology of Germany (1828)
- The Doctrine of the Real Presence (1855)
- The Real Presence ... the Doctrine of the English Church (1857)
- Daniel the Prophet (apologie voor de traditionele datering)
- The Minor Prophets, with Commentary (in zijn hoedanigheid als hoogleraar Hebreeuws)
- Eirenicon (over de mogelijkheden van een hereniging van de Church of England en de Rooms-Katholieke Kerk)
- What is of Faith as to Everlasting Punishment?: In Reply to Dr. Farrar's Challenge in His "Eternal Hope", 1879 (1881)
- Christus consolator (1883)
- Library of the Fathers (samensteller en redacteur)